# Gymnocarpium × brittonianum
Gymnocarpium × brittonianum là một loài dương xỉ trong họ Cystopteridaceae. Loài này được Sarvela Pryer & Haufler mô tả khoa học đầu tiên năm 1993.